# ماهی لجه‌زی

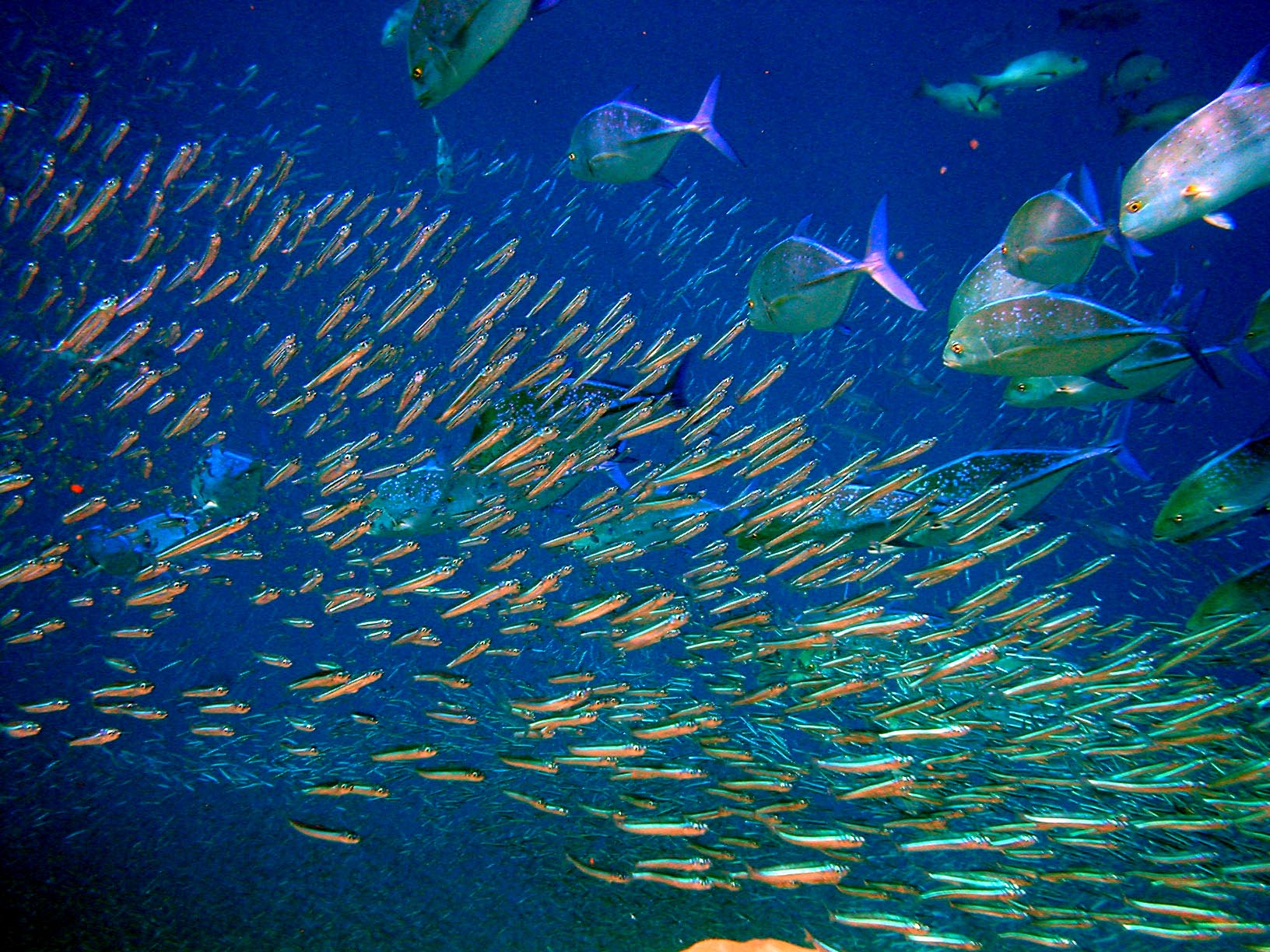
مجموعه‌ای از شاه‌گیش باله‌آبی در حال حمله به گروهی از ماهی‌های طعمه لجه‌زی (موتوماهیان)

ماهی لجه‌زی (انگلیسی: Pelagic fish) در لجه اقیانوس‌ها یا دریاچه‌ها – نزدیک‌تر به سطح آب نسبت به کف ناحیه – زندگی می‌کند و از این لحاظ در مقابل ماهی کف‌زی، که در نزدیکی کف زندگی می‌کند، و ماهی آب‌سنگ‌زی، که در ارتباط با آب‌سنگ‌های مرجانی هستند، قرار می‌گیرد.
محیط دریایی لجه، بزرگترین زیستگاه آبی زمین است و ۱٬۳۷۰ میلیون کیلومتر مکعب (۳۳۰ میلیون مایل مکعب) فضا اشغال کرده و زیستگاه ۱۱٪ از گونه‌های ماهی است. اقیانوسها عمقی در حدود ۴۰۰۰ متر دارند. حدود ۹۸٪ از کل حجم آب زیر عمق ۱۰۰ متر (۳۳۰ فوت) قرارگرفته، و ۷۵٪ زیر عمق ۱٬۰۰۰ متر (۳٬۳۰۰ فوت) است.